# Rocher de Clipperton
Le rocher de Clipperton, aussi appelé localement le Rocher, est un monolithe situé sur l'île de Clipperton dont il constitue le point culminant avec 29 mètres d'altitude. Seul relief notable de l'île, il domine l'atoll corallien qui atteint quatre mètres de hauteur en moyenne.

## Formation
Ce rocher d'origine volcanique composé de trachy-andésite constitue le dernier fragment du volcan, probablement un neck, qui constituait l'île lorsque celle-ci n'avait pas l'aspect d'un atoll. Ce passé volcanique est également représenté par un léger dégazage de sulfure d'hydrogène dans les eaux du lagon.

## Géographie
Le rocher de Clipperton est situé dans le sud-est de l'île du même nom, un atoll de l'océan Pacifique situé au sud-ouest des côtes mexicaines et appartenant à la France. Il constitue l'unique point émergé d'une zone de failles de la dorsale est-Pacifique, une chaîne de monts et de volcans sous-marins.
De forme allongée sur une centaine de mètres de longueur, entaillé par des failles et l'érosion qui y a creusé des cavités, il est entouré de blocs épars. Il s'élève à 29 mètres d'altitude, soit 25 mètres au-dessus des zones les plus élevées de l'anneau corallien, presque entièrement entouré par les eaux du lagon, plus précisément de l’anse du Pouce ; il n'est relié au reste de l'atoll que par une étroite langue de terre à l'est.
Il marquait l'un des deux bords d'une ancienne passe récifale qui existait jusqu'au XIXe siècle, l'autre bord étant constitué de la presqu'île du Crochet qui fait toujours face au rocher. Immédiatement au nord du rocher se trouve l'extrémité méridionale de la Fosse orientale, l'endroit le plus profond du lagon, tandis qu'au nord-ouest, une zone de hauts-fonds, le Grand Récif, entoure le Trou sans fond, une dépression sous-marine circulaire dont l'origine est encore incertaine.
Le rocher est entouré par quelques-unes des maigres zones de végétation herbacées qui parsèment l'île. Sur sa masse rocheuse a été apposée une borne géodésique de l'IGN. La présence en surface d'une masse rocheuse résiduelle, témoin de l'ancienne structure volcanique de l'île, fait qualifier l'île de Clipperton de « presqu'atoll » et non de véritable atoll.